# Cicogne in missione
Cicogne in missione (Storks) è un film del 2016 diretto da Nicholas Stoller e da Doug Sweetland.

## Trama
Fin dai tempi più antichi le cicogne hanno portato i neonati alle loro nuove famiglie, partendo dal picco del Monte Cicogna. Tuttavia, un giorno Jasper, una cicogna addetta alle consegne, aveva voluto tenere una neonata, Tulip, rompendo anche maldestramente il suo localizzatore, cancellando l'indirizzo della sua nuova casa. La neonata viene adottata dalle cicogne, mentre Jasper andò in esilio volontario. Il boss delle cicogne, dopo questo incidente, decise di interrompere la consegna dei neonati e di destinare le cicogne alla consegna di pacchi contenenti oggetti che le persone ordinano da casa. Nacque così la Cornerstore.com. 
Diciotto anni dopo, Tulip stessa lavora per la Cornerstone, di cui uno dei migliori dipendenti è Junior, una cicogna che dovrebbe diventare il nuovo boss, promosso a presidente dell'azienda. Junior diventerà boss solo ad una condizione: dovrà licenziare Tulip (che il vecchio boss considera molto pasticciona) e riconsegnarla al mondo degli umani. Junior però non trova parole per licenziare la ragazza e le affida il reparto smistamento lettere, facendole promettere di non uscire mai dalla stanza. Tulip è sorpresa, ma passa il tempo ad annoiarsi perché non riceve alcuna lettera. 
Nate, un bambino figlio unico, inizia a desiderare un fratellino. I suoi genitori non si occupano molto di lui, in quanto parecchio impegnati col lavoro. Un giorno Nate trova in soffitta un volantino delle cicogne e scrive una lettera chiedendo un fratellino, firmando col nome dei genitori.
Junior scopre che Tulip, una volta ricevuta la lettera, è uscita dall'ufficio e la raggiunge nel vecchio magazzino, dove si creavano i bambini da spedire in tutto il mondo. Qui Tulip e Junior combinano un pasticcio e creano così una neonata. Cercando di porre rimedio al danno creato, partono con un aeroplano costruito da Tulip, visto che Junior ha un'ala rotta a causa del pasticcio combinato nel reparto creazione bambini e quindi è inabile al volo. I due vengono però seguiti da Jasper, la cicogna esiliata, che voleva tenere Tulip quando era una neonata.

## Personaggi
- Junior: la più abile e laboriosa cicogna dell'azienda, che vuole consegnare immediatamente la bambina, ma dopo che Tulip lo convince cambia idea.
- Tulip: una ragazza orfana che si trova nell'azienda perché diciotto anni prima una cicogna distrusse per sbaglio il suo localizzatore.
- Hunter: è il boss dell'azienda che inizialmente vuole lasciare il suo ruolo a Junior, ma che in seguito lo "disereda", offrendo il lavoro a Toady in cambio delle informazioni riguardo a Junior.

- Toady: è un piccione trattato male da tutti, specialmente da Junior, e perciò desideroso di vendetta su di lui.

- Jasper: Una cicogna anziana che in origine aveva il compito di consegnare Tulip alla sua nuova famiglia, ma che accidentalmente aveva rotto il suo localizzatore.

- Nate Gardner: Un bambino che desidera di avere un fratellino con doti Ninja. Viene trascurato dai genitori a causa del troppo lavoro di essi. Nate si arrabbia quando gli viene consegnata una sorellina, ma poi si stabilizza.
- Sarah e Henry Gardner: Sono i genitori di Nate. Trascurano il figlio per il troppo lavoro; sono specializzati nella vendita di immobili.